# Guy Berryman
Guy Rupert Berryman (n. 12 aprilie 1978 în Kirkcaldy) este un muzician scoțian și membru al trupei Coldplay.

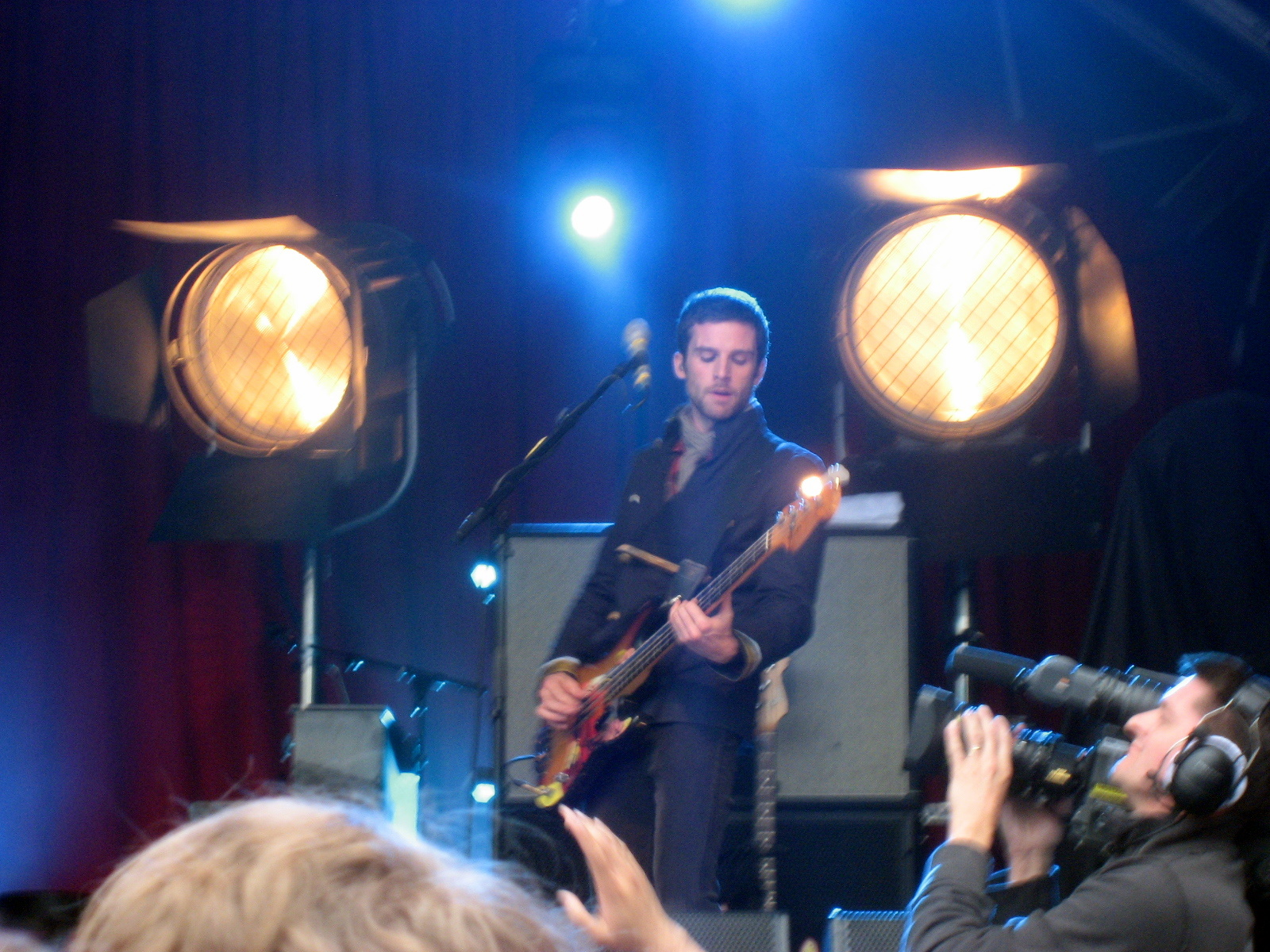
Guy Berryman